# Boller
 For alternative betydninger, se Boller (flertydig). (Se også artikler, som begynder med Boller)
Boller Slot er en gammel sædegård, som nævnes 1350, da Otte Limbek skriver sig til Boller. Gården blev helt udstykket i 1937 og ligger i Uth Sogn, Bjerre Herred, Horsens Kommune.
De nuværende bygninger er underlagt fredning og blev opført af Holger Ottesen Rosenkrantz og hans frue Karen Gyldenstierne i årene 1537-1588. Stedet har altid været ejet af magtfulde og velhavende familier, hvorfor der jævnligt har fundet store ombygninger sted, så bygningerne har kunnet tilfredsstille de skiftende tiders krav til både mode og bekvemmelighed. I årene 1759-69 fandt den største ombygning sted, hvor blandt andet slottets tre tårne blev fjernet.
Hovedbygningen blev solgt til De Danske Sygekasser og ombygget til rekonvalescenshjem i 1931-1932. Slottet fungerede i mange år som plejehjem, men lukkede i 2012. I 2015 erhvervede Peter Vognsen Nørgaard slottet, der gennem en restauering omdannede stedet til lejligheder og liberalt erhverv.
Den store park er offentlig tilgængelig i sommerhalvåret. Den passes af en haveforening og indeholder mange slags planter. I parken ses flere store og sjældne træer – bl.a. Almindelig Tulipantræ, Almindelig Platan og Kalopanax, samt et af Danmarks ældste, bestående eg, Margretheegen.

## Ejere af Boller
- (1350-1380) Otte Limbek
- (1380-1400) Slægten Limbek
- (1400-1410) Mogens Pedersen Munk
- (1410) Anne Mogensdatter Munk gift Gyldenstierne
- (1410-1450) Henrik Knudsen Gyldenstierne
- (1450-1462) Anne Mogensdatter Munk gift Gyldenstierne
- (1462) Sophie Henriksdatter Gyldenstierne gift Rosenkrantz
- (1462-1485) Erik Ottesen Rosenkrantz
- (1485-1496) Erik Ottesen Rosenkrantz / Holger Eriksen Rosenkrantz
- (1496-1503) Niels Eriksen Rosenkrantz / Henrik Eriksen Rosenkrantz
- (1503-1508) Slægten Rosenkrantz
- (1508-1525) Otte Holgersen Rosenkrantz
- (1525-1540) Holger Holgersen Rosenkrantz (søn)
- (1540-1575) Holger Ottesen Rosenkrantz (søn)
- (1575-1613) Karen Gyldenstierne (enke)
- (1613-1621) Otte Christoffer Rosenkrantz (søn)
- (1621) Holger Ottesen Rosenkrantz (søn)
- (1621-1630) Ellen Marsvin gift Munk
- (1630-1658) Kirsten Ludvigsdatter Munk
- (1658-1663) Kirsten Ludvigsdatter Munks dødsbo
- (1663-1664) Albert Baltzer Berns / Leonhard Marselis
- (1664-1675) Mogens Nielsen Friis
- (1675-1699) Niels Mogensen Friis
- (1699-1763) Christian Nielsen Friis
- (1763) Christine Sophie Christiansdatter Friis gift von Wedell
- (1763-1786) Erhard Wedel-Friis
- (1786) Elisabeth Sophie Christiansdatter Rosenkrantz gift Desmercières
- (1786-1799) Sophie Magdalene Carlsdatter von Gram gift Krag-Juel-Vind
- (1799-1815) Frederik Carl Krag-Juel-Vind-Frijs
- (1815-1849) Jens Christian Krag-Juel-Vind-Frijs
- (1849-1882) Christian Emil Krag-Juel-Vind-Frijs
- (1882-1923) Mogens Christian Krag-Juel-Vind-Frijs
- (1923-1930) Agnes Louise Mogensdatter Krag-Juel-Vind-Friis gift Bernstorff-Gyldensteen
- (1930) Statens Jordlovsudvalg
- (1930-1937) Hans P Andersen (agerjorden)
- (1930-1967) Sygekasserne (hovedbygningen)
- (1967-2015) Horsens Kommune (hovedbygningen)
- (2015-) Peter Vognsen Nørgaard

## Ekstern henvisning
- Dansk Center for Herregårdsforskning: Boller Arkiveret 11. august 2016 hos  Wayback Machine, hentet 19. juli 2016